# San Pedro de Tutule
San Pedro de Tutule est une municipalité du Honduras, située dans le département de La Paz. La municipalité est fondée en 1926. Elle comprend 8 villages et 28 hameaux.

## Source de la traduction
- (es) Cet article est partiellement ou en totalité issu de l’article de Wikipédia en espagnol intitulé « San Pedro de Tutule » (voir la liste des auteurs).